# 라인하르트 리부다
라인하르트 "스탄" 리부다(독일어: Reinhard "Stan" Libuda, 1943년 10월 10일 ~ 1996년 8월 25일)는 독일의 전 축구 공격수였다. 천부적인 드리블 기술을 보유했으며, 이러한 실력이 잉글랜드의 축구 선수 스탠리 매슈스와 비교되어 스탄(Stan)이라는 별명을 얻었다.
1961년 독일의 FC 샬케 04에서 데뷔했으며, 1965년 더비 라이벌의 보루시아 도르트문트로 이적해 1965-66 시즌 UEFA 컵 위너스컵 결승전에서 리버풀 FC를 상대로 연장전까지 가는 승부 끝에 결승골을 성공시켜 팀이 2-1로 승리해 우승을 차지하는 데 크게 기여하는 등 좋은 활약을 펼쳤다. 이후 1968년 다시 FC 샬케 04로 복귀했으나, 1971년 클라우스 피셔 등과 함께 뇌물수수를 했음이 밝혀져 분데스리가 스캔들에 연루되어 축구계에서 영구 제명되었다. 하지만 이후 징계가 2년에서 6개월로 완화되어 사면되었으며, 리부다는 이 기간 동안 잠시 프랑스 리그 1의 RC 스트라스부르 소속으로 뛰었다가 1973년 다시 FC 샬케 04로 복귀해 1976년까지 활약하였다.
또한 1963년 독일 축구 국가대표팀에 정식으로 데뷔한 뒤, 1970년 FIFA 월드컵 유럽 지역 예선 당시 스코틀랜드와의 조별 라운드 마지막 경기에서 결승골을 넣어 팀이 3-2로 승리해 1위에 올라 1970년 FIFA 월드컵 본선에 진출하는 데 크게 공헌하였다. 이후 본선에서도 불가리아와의 경기에서 득점을 기록해 팀의 5-2 승리에 기여하는 등 팀이 대회 3위를 차지하는 데 일조하였고, 1971년까지 총 26경기에 출전해 3골을 넣었다.
그 뒤 후두암으로 투병 생활을 하다가 1996년 8월 25일 겔젠키르헨에서 뇌졸중으로 사망했다.